# Jan van der Bij
Jan van der Bij (Drachten, 25 de septiembre de 1991) es un deportista neerlandés que compite en remo.
Participó en dos Juegos Olímpicos de Verano, obteniendo una medalla de plata en París 2024, en la prueba de ocho con timonel, y el sexto lugar en Tokio 2020, en la prueba de cuatro sin timonel.
Ganó una medalla de plata en el Campeonato Mundial de Remo de 2023 y tres medallas en el Campeonato Europeo de Remo entre los años 2020 y 2025.

## Palmarés internacional
| Juegos Olímpicos   | Juegos Olímpicos   | Juegos Olímpicos  | Juegos Olímpicos   |
| Año                | Lugar              | Medalla           | Prueba             |
| ------------------ | ------------------ | ----------------- | ------------------ |
| 2024               | París (Francia)    | Medalla de plata  | Ocho con timonel   |
| Campeonato Mundial |                    |                   |                    |
| Año                | Lugar              | Medalla           | Prueba             |
| 2023               | Belgrado (Serbia)  | Medalla de plata  | Ocho con timonel   |
| Campeonato Europeo |                    |                   |                    |
| Año                | Lugar              | Medalla           | Prueba             |
| 2020               | Poznań (Polonia)   | Medalla de oro    | Cuatro sin timonel |
| 2023               | Bled (Eslovenia)   | Medalla de bronce | Ocho con timonel   |
| 2025               | Plovdiv (Bulgaria) | Medalla de plata  | Ocho con timonel   |